# علیرضا مشایخی
علیرضا مشایخی آهنگساز و موسیقی‌دان ایرانی در ۴ بهمن ۱۳۱۸ خورشیدی در تهران متولد شد.
برخی او را پایه‌گذار موسیقی مدرن در ایران و از نخستین آهنگ‌سازان مدرنیست ایرانی می‌دانند.
علیرضا مشایخی نخستین آهنگ‌سازی است که به شکل گسترده‌ای، پیام‌آور نوگرایی در موسیقی ایران است، و نخستین آهنگساز ایرانی است که موسیقی الکترونیک تصنیف کرده است. آثار وی بیش از شصت سال است که در داخل و خارج از ایران اجرا می‌شوند.

## زندگی هنری

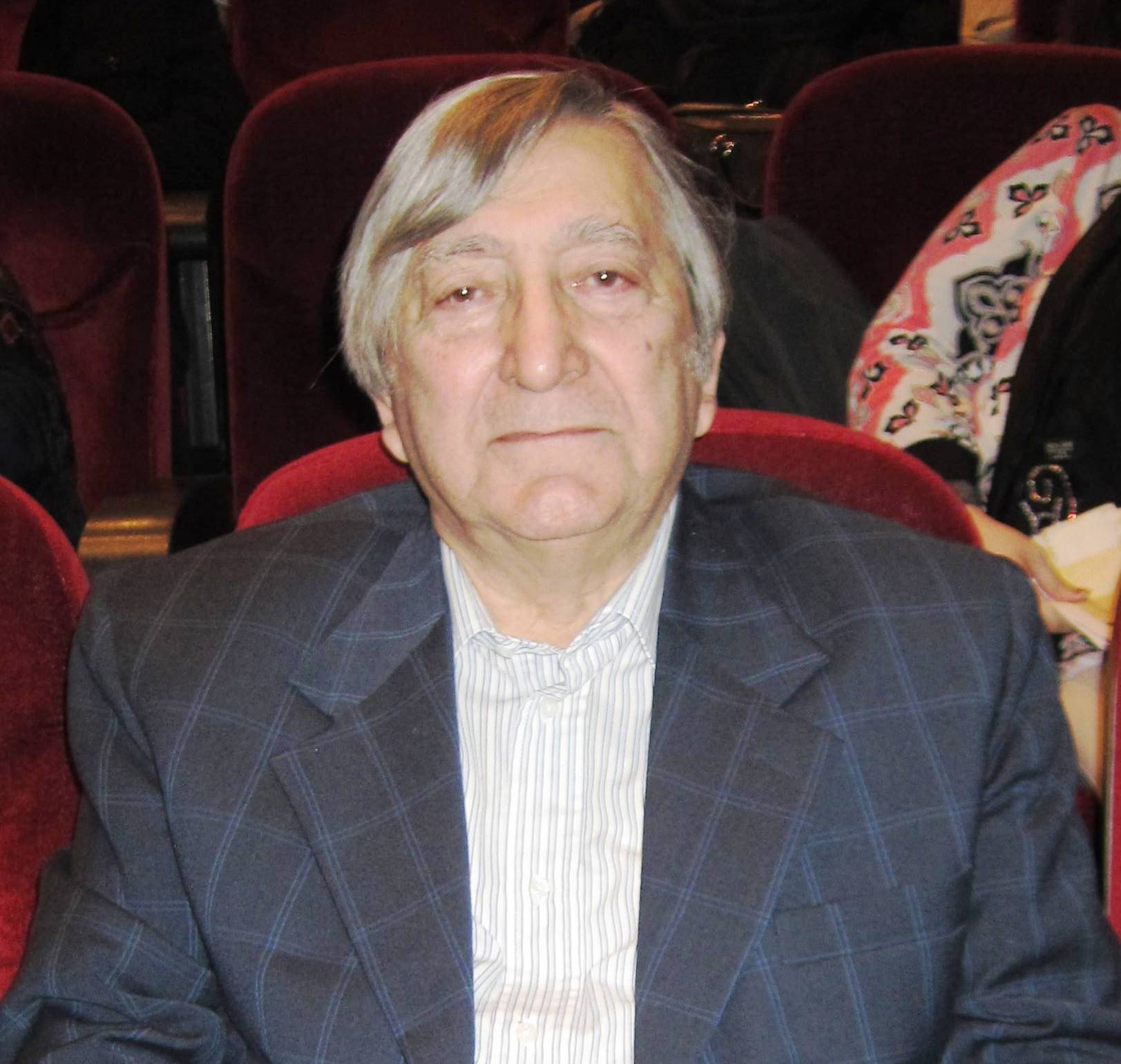
علیرضا مشایخی در سی‌امین دورهٔ جشنواره موسیقی فجر، ۳۰ بهمن ۱۳۹۳

علیرضا مشایخی در ۴ بهمن ۱۳۱۸ خورشیدی در تهران به‌دنیا آمد. تحصیلات متوسطه را در مدرسهٔ علمیهٔ تهران به‌پایان رساند. و مبانی موسیقی ایرانی، موسیقی کلاسیک و پیانو را به ترتیب نزد لطف‌الله مفخم پایان، حسین ناصحی و افلیا کمباجیان آموخت.
مشایخی در سال ۱۳۳۶ خورشیدی تحصیلات خود را در رشته آهنگسازی در آکادمی موسیقی و هنرهای نمایشی وین پی گرفت. مهم‌ترین استادان او در زمان اقامت در وین، هانس یلینگ (نظریه‌پرداز برجسته مکتب دوم وین) و کارل شیسکه بودند. مشایخی پس از به‌پایان رساندن دورهٔ آهنگسازی در آکادمی موسیقی وین، به منظور تحقیق و پژوهش در زمینه موسیقی الکترونیک به اوترخت هلند رفت و در آنجا در سمینارهای گوناگون از جمله سمینارهای گوتفرید میشائیل کونیگ شرکت جست و به مدت پانزده سال به عنوان آهنگساز مهمان با انستیتو زونولوگی هلند همکاری داشت. او در این مدت اساس موسیقی چند فرهنگی را پی‌ریزی کرد.
علیرضا مشایخی در اثنای پژوهش‌های تجربی‌اش، صورت‌بندی نوینی از رویکرد چندفرهنگی ارائه داده و از پیشگامان موسیقی موسوم به چندفرهنگی است. مشایخی از معدود آهنگسازانی است که در سه زمینه فرم، ساختار چندصدایی و نتاسیون، آهنگسازی مؤلف به شمار می‌رود.
او در دههٔ ۱۳۵۰ خورشیدی قطعه‌ گسترش شماره ۵ با عنوان نیما، موسیقی نو را به شکل رادیکال در جامعه هنری ایران مطرح کرد. در تعقیب اجرای نیما، قطعاتی مانند باله بوف کور، سمفونی شماره ۲ با عنوان سمفونی تهران و قطعه ما باغ‌های نیشابور را هرگز نخواهیم دید، توسط ارکستر سمفونیک تهران و ارکستر مجلسی رادیو و تلویزیون ملی ایران به رهبری فرهاد مشکات و ایوو مالک به اجرا درآمد. نقطه اوج این دوره از فعالیت‌های مشایخی، اجرای قطعه پرماننت به رهبری فرهاد مشکات در فستیوال روایان فرانسه بود که بلافاصله در پاریس و آمستردام نیز تکرار شد.
مشایخی در دهه ۱۳۵۰ خورشیدی با همکاری افلیا کمباجیان، گروه موسیقی «قرن بیستم» را تأسیس کرد. این گروه اجراهای موفقی را در ایران ارائه کرد و محلی برای معرفی استعدادهای جوان بود.
او در اواخر دههٔ ۱۳۵۰ خورشیدی به آمریکا رفت و علاوه بر تکمیل داشته‌های خود در زمینهٔ موسیقی مدرن و معاصر، به‌عنوان آهنگساز به فعالیت پرداخت و آثاری را در آن زمینه خلق کرد.
علیرضا مشایخی در دههٔ ۱۳۷۰ خورشیدی به ایران بازگشت. او که در فکر احیای دوباره گروه موسیقی قرن بیستم بود، از فریماه قوام‌صدری (نوازندهٔ پیانو) دعوت به همکاری کرد و گروه موسیقی تهران را بنیان نهاد.
علیرضا مشایخی نخستین آهنگسار ایرانی است که در برنامه‌های رادیویی خارج از ایران به عنوان یک مدرنیست معرفی شده است.
او استاد دانشگاه تهران و عضو هیئت علمی گروه موسیقی دانشکده هنرهای زیبای دانشگاه تهران است. و همچنین استاد هنرمند پیشکسوت و پژوهشگر ممتاز پردیس هنرهای زیبای دانشگاه تهران است. او در خارج از دانشگاه نیز به تدریس موسیقی می‌پردازد و تاکنون هنرجویان بسیاری را تربیت کرده‌است.
مشایخی در سی و دومین جشنواره بین‌المللی موسیقی فجر در بخش «آهنگسازی موسیقی کلاسیک» برای آهنگسازی آلبوم موسیقی «گرند کنسرتو»، «جایزه باربد» را کسب نمود. وی همچنین در اسفند ۱۳۹۹، برای آهنگسازی آلبوم موسیقی مدال ۲۰۱۵، نامزد دریافت جایزهٔ باربد از سی و ششمین جشنواره موسیقی فجر شد.

## زندگی شخصی
همسر مشایخی، الیزابت هولت‌هاوس مشایخی، یک نقاش آلمانی است.

## گروه موسیقی تهران
علیرضا مشایخی در سال ۱۳۷۲ خورشیدی، با همراهی فریماه قوام‌صدری گروه موسیقی تهران را تاسیس کرد. پس از آن در سال ۱۳۷۴ «ارکستر موسیقی نو» توسط علیرضا مشایخی تأسیس گشت که نو اندیشی اساس کار آن بود.
از اهداف گروه موسیقی تهران، آموزش و معرفی آهنگساز، نوازنده و طرح موسیقی نو در ایران بوده است. نخستین کنسرت گروه موسیقی تهران در روز دوشنبه ۱۶ خرداد ۱۳۷۳ خورشیدی، در آمفی‌تئاتر شهید آوینی دانشگاه تهران با همکاری مرکز موسیقی تجربی برگزار شد.
در سال ۱۳۷۶ خورشیدی، گروه موسیقی تهران برگزاری کنسرت‌هایی را با عنوان مروری بر آثار آهنگسازان معاصر ایران آغاز کرد.
علیرضا مشایخی در سال ۱۳۷۷ خورشیدی، در چهاردهمین جشنواره بین‌المللی موسیقی فجر درباره موسیقی علمی سخنرانی کرد.
علیرضا مشایخی در سومین برنامه دیروز و امروز به‌تاریخ ۸ آذرماه ۱۳۷۸ خورشیدی، رویکردهای خود را به موضوع چندصدایی در موسیقی ایرانی به بحث گذاشت.  تئوری چندصدایی آهنگساز تحت عنوان تئوری مکمل در جلد دوم کتاب فرهنگ آهنگسازی به چاپ رسیده است.  
در ۱۹ آبان‌ماه سال ۱۳۸۲ خورشیدی، گروه موسیقی تهران با همکاری کانون موسیقی دانشگاه تهران، نخستین دوسالانه آهنگسازی موسیقی نو برای پیانو سولو را برگزار کرد. این نخستین مسابقه‌ای بود که در ایران دوره معاصر، به‌طور تخصصی به آهنگسازی برای پیانو و موسیقی نو می‌پرداخت.
در بهمن‌ماه سال ۱۳۸۳ خورشیدی، ارکستر موسیقی نو کنسرتی را با موضوع موسیقی و جهان چندفرهنگی برگزار کرد.
در سال‌های ۱۳۸۴ تا ۱۳۸۶ خورشیدی، فریماه قوام‌صدری و علیرضا مشایخی مجموعه کنسرت‌های دیگری را با عنوان نگاهی دیگر راه‌اندازی کردند.
گروه موسیقی تهران از ابتدای تاسیس تا سال ۱۳۸۶ خورشیدی به‌طور میانگین، هر دو ماه کنسرتی را با عنوان موسیقی نو برگزار می‌کرد و اجرای آثار آهنگسازان ایرانی، مبنای برگزاری کنسرت‌ها بود و ارکستر موسیقی نو آخرین تصنیفات علیرضا مشایخی را اجرا می‌کرد. اما در سال ۱۳۸۶ خورشیدی، برنامه‌های دیروز و امروز، نگاهی دیگر و کنسرت‌های آموزشی‌ پژوهشی همگی در ساختار واحدی با عنوان فستیوال موسیقی کلاسیک تا معاصر گرد هم آمدند. نخستین فستیوال موسیقی کلاسیک تا معاصر در تاریخ ۸ تا ۱۳ آذرماه ۱۳۸۶ خورشیدی و هشتمین دوره این فستیوال در تاریخ ۱۲ تا ۱۶ اسفندماه ۱۳۹۷ خورشیدی در یادبود افلیا کمباجیان برگزار شد.

## ارکستر موسیقی نو
مشایخی در سال ۱۳۷۴ خورشیدی ارکستر موسیقی نو را پایه‌گذاری کرد. این ارکستر، زمینه‌های اجرایی نظریه‌هایش درباره طرح موسیقی ایرانی در افق موسیقی نو را مهیا می‌کرد. تشکیل این ارکستر در حقیقت پاسخی به مسئله امکان و نیز چگونگی استفاده از سازهای ایرانی و قابلیت‌های آنها در جهت اجرای موسیقی نو بوده است. او این اصطلاح را برای تاکید بر وجه علمی موسیقی به کار می‌برد و بر اساس آن، بر آموزش مبانی آهنگسازی به شیوه آکادمیک تاکید می‌کرد. این اصطلاح در تداول خود نزد او، موسیقی بین‌المللی و موسیقی هنری نیز گفته شد. اما در آخر، همه این موارد و وجوه آنها را در اصطلاح موسیقی تفکر گرد هم آورد.
علیرضا مشایخی (مؤسس و رهبر ارکستر موسیقی نو) اهداف این ارکستر را این‌گونه تعریف کرده است؛ 
«شناخت ظرفیت تکنیکی سازهای ایرانی فرای اجرای رپرتوار معمول این سازها و به‌کارگیری آنها در ترکیب با سازهای بین‌المللی در زمینه موسیقی ایرانی، موسیقی آتنال و به خصوص در زمینه موسیقی چندفرهنگی.»
آثاری از علیرضا مشایخی که بر اساس تئوری چندصدایی او تئوری مکمّل تصنیف شده است، قسمت اعظم رپرتوار این ارکستر را تشکیل می‌دهد. علاوه بر آثار مشایخی دو اثر از سعید علیجانی و اشکان پاشازاده نیز توسط این ارکستر اجرا و ضبط شده است.
این ارکستر در طی بیست‌وهشت سال فعالیت خود، برگزاری کنسرت‌های متعدد و همین‌طور اجرای اختتامیه فستیوال موسیقی Klangwerktage (هامبورگ‌-‌آلمان) را در سال ۱۳۹۰ خورشیدی در کارنامه دارد.
اجراهایی از آثار علیرضا مشایخی توسط این ارکستر، در آلبوم‌های ارکستر موسیقی نو، جشن، متاایکس، اورانوس، تهران‌دوئال، مدال ۲۰۱۵ و سالومه در دسترس هستند
رهبری ارکستر موسیقی نو از بدو تاسیس بر عهده علیرضا مشایخی بوده و از سال ۱۳۸۹ خورشیدی با هدایت او توسط سعید علیجانی انجام شده است.
این ارکستر در سال ۱۴۰۲ به خواست و تصمیم علیرضا مشایخی تعطیل شد.

## موسیقی نو در ایران
علیرضا مشایخی معتقد است: «آهنگسازان کشورهایی شبیه به ایران اگر نخواهند مقلد آثار آهنگسازان اروپایی باشند، محکوم به نوآوری هستند. به‌عبارتی نو بودن در آثار این آهنگسازان تبدیل به یک الزام هنری می‌شود.» 
مجموعه موسیقی نو در ایران طیف وسیع و متنوعی از آثار قرن بیست و بیست‌ویکم را دربرمی‌گیرد که در معرفی آهنگسازان و نوازندگان معاصر جامعه موسیقی ایران توسط علیرضا مشایخی و با همکاری موسسه فرهنگی هنری ماهور در قالب ۵ لوح فشرده منتشر شده است. 

## سبک
با بررسی آثار مشایخی و همین‌طور مصاحبه‌های او، سه اصطلاح «تمرکز گسترده»، «موسیقی نسبی»، و «فرا ایکس» در زمینهٔ سبک‌شناسی او جلب توجه می‌کنند.
فرا ایکس یک عنوان نمادین است که مانند چتری آثار مشایخی را دربر گرفته‌است. X اشاره‌ای است به مجهول‌های فکری که انگیزهٔ اندیشیدن و بیان هنری هستند. از دیدگاه مشایخی تا آغاز سدهٔ بیستم میلادی، آهنگسازی نوعی جستجو برای تعریف یک «مجهول» بوده‌است. تنوع این مجهول‌ها است که راه را برای تفکر فرا ایکس هموار می‌سازد. اگر آهنگ‌ساز بتواند این تنوع را در «اثری واحد» بیان کند به‌طور نمادین از X عبور کرده‌است که مشایخی آن را فرا ایکس می‌نامد. با الهام از دیدگاه‌های هنری مشایخی می‌توان گفت در فرا ایکس ابزاری برای متحد ساختن تفکرهای گوناگون سبک‌شناسی جستجو می‌شود. مشایخی در فرا ایکس به دنبال منطقی است که به کمک آن همهٔ بعدهای موسیقی را چه از نظر فنی و چه از نظر هویت فرهنگی شرح دهد. ریشهٔ پیدایش چنین تفکری، تعلیم و تربیت چند فرهنگی او از یک سو و گرایش به فلسفه از سوی دیگر، دانسته می‌شود.

## آلبوم‌ها
- مشایخی، علیرضا. ۱۳۵۳. (ال‌پی). سونات برای ویولن شماره ۲ اپوس ۳۴، و در این بداهه شماره ۲ برای فلوت، کلارینت، کلارینت باس و ویولنسل اپوس ۴۸،  دولوپمان شماره ۴ برای پیانو اپوس ۳۵، آتونوم شماره ۴ برای فلوت و کوبه‌ای اپوس ۲۶، موسیقی برای سه تمبک اپوس ۳۷. تهران: آهنگ روز.
- مشایخی، علیرضا. ۱۳۸۰. ارکستر موسیقی نو (کاست). ارکستر موسیقی نو، پیانو افلیا کمباجیان، تار بهزاد خدارحمی، ویولن علی رئیس‌فرشید، ویولنسل صنم قراچه‌داغی، کلارینت سارا توسلی، به‌رهبری علیرضا مشایخی. تهران: هرمس.
- مشایخی، علیرضا. ۱۳۸۰. اینترلود برای پیانو، ارکستر زهی و کوبه‌ای اپوس ۱۰۱، ارکستر کامراتا بوداپست، پیانو پری برکشلی، به‌رهبری منوچهر صهبایی.در آثار سمفونیک آهنگسازان ایرانی. تهران: مؤسسه فرهنگی‌هنری ماهور.
- مشایخی، علیرضا. ۱۳۸۰. شهرزاد: قصه‌ای در ۹ فصل برای پیانو. پیانو فریماه قوام‌صدری. تهران: مؤسسه فرهنگی‌‌موسیقی ارغنون.
- مشایخی، علیرضا. ۱۳۸۱. دلتا برای ابوا، ارکستر زهی و کوبه‌ای اپوس ۹۵، ارکستر تُنکونستلِر فورآرلبرگ (اتریش)، ابوا هایدرون فلوگر، به‌رهبری منوچهر صهبایی. در آثار سمفونیک آهنگسازان ایرانی. تهران: مؤسسه فرهنگی‌هنری ماهور.
- مشایخی، علیرضا. ۱۳۸۱. ارکستر موسیقی نو. ارکستر موسیقی نو، پیانو افلیا کمباجیان، تار بهزاد خدارحمی، ویولن علی رئیس‌فرشید، ویولنسل صنم قراچه‌داغی، کلارینت سارا توسلی، به‌رهبری علیرضا مشایخی. تهران: هرمس.
- مشایخی، علیرضا. ۱۳۸۲. سمفونی شماره ۲: سمفونی تهران. ارکستر سمفونیک تهران، ارکستر مجلسی ایران، ویولن مازیار ظهیرالدینی، پیانو پری برکشلی، به‌رهبری فرهاد مشکات، ادو میچیچ، ایوو مالک. تهران: مؤسسه فرهنگی‌هنری ماهور.
- مشایخی، علیرضا. ۱۳۸۳. شهرزاد: قصه‌ای در ۹ فصل برای پیانو. پیانو فریماه قوام‌صدری. تهران: کانون موسیقی اداره‌ی کل امور فرهنگی و فوق برنامه‌ی دانشگاه تهران.
- مشایخی، علیرضا. ۱۳۸۳. موسیقی برای پیانو. پیانو: فریماه قوام‌صدری. تهران: هرمس.
- مشایخی، علیرضا. ۱۳۸۴. اصوات خوشحال الکترونیک. تهران: مرکز موسیقی حوزه هنری.
- مشایخی، علیرضا. ۱۳۸۴. باغ‌های ایران برای پیانو و ارکستر. ارکستر فیلارمونیک اوکراین، پیانو فریماه قوام‌صدری، به‌رهبری ولدیمیر سیرنکو. تهران: مرکز موسیقی حوزه هنری.
- مشایخی، علیرضا. ۱۳۸۴. جشن. ارکستر موسیقی نو، پیانو فریماه قوام‌صدری، ویولنسل صنم قراچه‌داغی، به‌رهبری علیرضا مشایخی. تهران: نشر موسیقی هرمس.
- مشایخی، علیرضا. ۱۳۸۵. سمفونی شماره ۱. ارکستر سمفونیک ملی اوکراین، به‌رهبری ولدیمیر سیرنکو. تهران: مرکز موسیقی حوزه هنری.
- مشایخی، علیرضا. ۱۳۸۶. سمفونی شماره ۴: زاگرس. ارکستر سمفونیک ملی اوکراین، به‌رهبری ولدیمیر سیرنکو. تهران: مرکز موسیقی حوزه هنری.
- مشایخی، علیرضا. ۱۳۸۶. سمفونی شماره ۵: سمفونی ایرانی. ارکستر سمفونیک ملی اوکراین، به‌رهبری ولدیمیر سیرنکو. تهران: مرکز موسیقی حوزه هنری.
- مشایخی، علیرضا. ۱۳۸۶. سمفونی شماره ۸: آخر زمان. ارکستر سمفونیک ملی اوکراین، پیانو فریماه قوام‌صدری، به‌رهبری ولدیمیر سیرنکو. تهران: مرکز موسیقی حوزه هنری.
- مشایخی، علیرضا. ۱۳۸۶. سمفونی شماره ۳. ارکستر سمفونیک تهران، ارکستر مجلسی رادیو و تلویزیون ایران، به‌رهبری فرهاد مشکات. تهران: هرمس.
- مشایخی، علیرضا. ۱۳۸۸. کاکتوس سفید. ارکستر موسیقی نو، ویولنسل صنم قراچه‌داغی، به‌رهبری علیرضا مشایخی. تهران: مؤسسه فرهنگی‌هنری راوی آذر کیمیا.
- مشایخی، علیرضا. ۱۳۸۹. سوئیت ایرانی: کوارتت‌های زهی. کوارتت ملی اوکراین. تهران: گلچین.
- مشایخی، علیرضا. ۱۳۸۹. به‌طرف شرق. ویولنسل صنم قراچه‌داغی، فلوت کنت اینس. تهران: راوی آذر کیمیا.
- مشایخی، علیرضا. ۱۳۹۱. موتزارتِ من، مالرِ من. ارکستر سمفونیک ملی اوکراین، کلارینت یوری نابی‌توویچ، به‌رهبری ولدیمیر سیرنکو. تهران: اداره‌ی کل فرهنگی و اجتماعی دانشگاه تهران.
- مشایخی، علیرضا. ۱۳۹۲. سمفونی شماره ۹: دنیای من. ارکستر سمفونیک ملی اوکراین، به‌رهبری ولدیمیر سیرنکو. تهران: مؤسسه فرهنگی‌هنری ماهور.
- مشایخی، علیرضا. ۱۳۹۲. همراه شوپن. پیانو فریماه قوام‌صدری. تهران: مؤسسه فرهنگی‌هنری ماهور.
- مشایخی، علیرضا. ۱۳۹۲. پروانه کوه‌های زاگرس. پیانو فریماه قوام‌صدری. تهران: مؤسسه فرهنگی‌هنری ماهور.
- مشایخی، علیرضا. ۱۳۹۲. باغ‌های نیشابور. ارکستر مجلسی ایران، ارکستر کامراتا بوداپست، گروه سازهای کوبه‌ای کنسرواتوار نوور، پیانو پری برکشلی، به‌رهبری ایوو مالک، منوچهر صهبایی، علیرضا مشایخی. تهران: مؤسسه فرهنگی‌هنری ماهور.
- مشایخی، علیرضا. ۱۳۹۲. اورانوس. ارکستر سمفونیک ملی اوکراین، ارکستر موسیقی نو، گروه کوبه‌ای موسیقی نو، فلوت مهرداد غلامی، به‌رهبری ولدیمیر سیرنکو، سعید آبادی، سعید علیجانی. تهران: مؤسسه فرهنگی‌هنری ماهور.
- مشایخی، علیرضا. ۱۳۹۲. زمینی. ارکستر سمفونیک ملی اوکراین، گروه کوبه‌ای موسیقی نو، ویولن پانیذ فریوسفی، به‌رهبری ولدیمیر سیرنکو، مهرداد تیموری. تهران: مؤسسه فرهنگی‌هنری ماهور.
- مشایخی، علیرضا. ۱۳۹۲. تهران دوئال. ارکستر سمفونیک ملی اوکراین، ارکستر موسیقی نو، ویولنسل صنم قراچه‌داغی، به‌رهبری ولدیمیر سیرنکو، علیرضا مشایخی. تهران: مؤسسه فرهنگی‌هنری ماهور.
- مشایخی، علیرضا. ۱۳۹۳. دریا: یک سوییت ایرانی. ارکستر سمفونیک ملی اوکراین، ارکستر تُنکونستلِر فورآرلبرگ (اتریش)، گروه کوبه‌ای موسیقی نو، ارکستر فلوت ریکوردر پارس، ابوا هایدرون فلوگر، ویولنسل صنم قراچه‌داغی، پیانو پریسا گلشن، به‌رهبری ولدیمیر سیرنکو، منوچهر صهبایی، مهرداد تیموری. تهران: مؤسسه فرهنگی‌هنری ماهور.
- مشایخی، علیرضا. ۱۳۹۳. متاایکس. ارکستر موسیقی نو، ویولنسل صنم قراچه‌داغی، پیانو سینا صدقی، مریم مهربان، به‌رهبری علیرضا مشایخی، سعید علیجانی. تهران: مؤسسه فرهنگی‌هنری ماهور.
- مشایخی، علیرضا. ۱۳۹۳. سونات‌های ویولن. ویولن پانیذ فریوسفی. تهران: مؤسسه فرهنگی‌هنری ماهور.
- مشایخی، علیرضا. ۱۳۹۳. کریستال شماره ۱ اپوس ۱۱۳ شماره ۱، کریستال شماره ۲ اپوس ۱۱۳ شماره ۲، پیانو الناز بهکام، نگاه به گذشته شماره ۲ اپوس ۱۰۹، پیانو نیایش جواهری. در موسیقی نو در ایران شماره‌ ۱. تهران: مؤسسه فرهنگی‌هنری ماهور.
- مشایخی، علیرضا. ۱۳۹۴. جشن. ارکستر موسیقی نو، پیانو فریماه قوام‌صدری، ویولنسل صنم قراچه‌داغی، به‌رهبری علیرضا مشایخی. تهران: مؤسسه فرهنگی‌هنری ماهور.
- مشایخی، علیرضا. ۱۳۹۵. گرند کنسرتو. ارکستر سمفونیک ملی اوکراین، ارکستر مجلسی شرق، ارکستر ریکوردر پارس، گروه کوبه‌ای موسیقی نو، ویولنسل صنم قراچه‌داغی، به‌رهبری ولدیمیر سیرنکو، مهرداد تیموری. تهران: مؤسسه فرهنگی‌هنری ماهور.
- مشایخی، علیرضا. ۱۳۹۵. بوف کور. ارکستر سمفونیک تهران، ارکستر مجلسی رادیو و تلویزیون ایران، به‌رهبری فرهاد مشکات. تهران: مؤسسه فرهنگی‌هنری ماهور.
- مشایخی، علیرضا. ۱۳۹۵. موسیقی برای پیانو. پیانو: فریماه قوام‌صدری. تهران: مؤسسه فرهنگی‌هنری ماهور.
- مشایخی، علیرضا. ۱۳۹۵. ارکستر موسیقی نو. ارکستر موسیقی نو، پیانو افلیا کمباجیان، تار بهزاد خدارحمی، ویولن علی رئیس‌فرشید، ویولنسل صنم قراچه‌داغی، کلارینت سارا توسلی، به‌رهبری علیرضا مشایخی. تهران: مؤسسه فرهنگی‌هنری ماهور.
- مشایخی، علیرضا. ۱۳۹۵. سپکتروم. ارکستر سمفونیک ملی اوکراین، به‌رهبری ولدیمیر سیرنکو. تهران: مؤسسه فرهنگی‌هنری ماهور.
- مشایخی، علیرضا. ۱۳۹۶. ۱۳۴۹. تمبک اسماعیل تهرانی، کامبیز روشن‌روان، اسماعیل واثقی، ویولن واهان آنانیان، فلوت مرلین سویندلر، پرکاشن فیلیپ شوتزمن، باس‌کلارینت هوشنگ باستان‌سیر، ویولنسل محمد پورتراب، کلارینت محمد اهتمام، پیانو پری برکشلی. تهران: مؤسسه فرهنگی‌هنری ماهور.
- مشایخی، علیرضا. ۱۳۹۶. مدیتاسیون‌ـ‌فردا اپوس ۱۵۶، فلوت کوشیار شاهرودی. در موسیقی نو در ایران شماره‌ ۲.  تهران: مؤسسه فرهنگی‌هنری ماهور.
- مشایخی، علیرضا. ۱۳۹۸. سوناتا الکترونیکا. ارکستر سمفونیک ملی اوکراین، ویولن سیروس فروغ، به‌رهبری ولدیمیر سیرنکو. تهران: مؤسسه فرهنگی‌هنری ماهور.
- مشایخی، علیرضا. ۱۳۹۸. مدال ۲۰۱۵. ارکستر ریکوردر پارس، گروه کوبه‌ای موسیقی نو، ارکستر موسیقی نو، آنسامبل Tempo dei Bassi، ویولن امین غفاری، پیانو مریم مهربان، کنترباس رژیس پرودم، ویولنسل صنم قراچه‌داغی، به‌رهبری مهرداد تیموری، سعید علیجانی، رژیس پرودم. تهران: مؤسسه فرهنگی‌هنری ماهور.
- مشایخی، علیرضا. ۱۳۹۸. شور اپوس ۱۵. در موسیقی نو در ایران شماره‌ ۳. تهران: مؤسسه فرهنگی‌هنری ماهور.
- مشایخی، علیرضا. ۱۴۰۰. میترا اپوس ۹۰. در موسیقی نو در ایران شماره‌ ۴. تهران: مؤسسه فرهنگی‌هنری ماهور.
- مشایخی، علیرضا. ۱۴۰۲. دائمی برای ۱۵ ساز زهی اپوس ۳۳. در موسیقی نو در ایران شماره‌ ۵. ارکستر مجلسی رادیو و تلویزیون ایران، به‌رهبری فرهاد مشکات. تهران: مؤسسه فرهنگی‌هنری ماهور.
- مشایخی، علیرضا. ۱۴۰۳. تهران‌برلین. آنسامبل یونایتد برلین، کوارتت ملی اوکراین، آنسامبل متاایکس، ویولنسل صنم قراچه‌داغی، ویولن علی رئیس‌فرشید، به‌رهبری کاترین لارسن‌مگوایر. تهران: مؤسسه فرهنگی‌هنری ماهور.
- مشایخی، علیرضا. ۱۴۰۳. سالومه. ارکستر سمفونیک ملی اوکراین، ارکستر موسیقی نو، ارکستر مجلسی شرق، کلارینت یوری نابی‌توویچ، ویولن پانیذ فریوسفی، ساکسوفون بورکهارت فریدریش، ویولنسل صنم قراچه‌داغی، پیانو آیدا سیغاریان، به‌رهبری ولدیمیر سیرنکو، علیرضا مشایخی، مهرداد تیموری. تهران: مؤسسه فرهنگی‌هنری ماهور.
- مشایخی، علیرضا. ۱۴۰۳. نقره سیاه. ویولنسل ماری ترز گریزانتی، پیانو مارک ویتانتونیو. تهران: مؤسسه فرهنگی‌هنری ماهور.
- مشایخی، علیرضا. ۱۴۰۳. شهرزاد: قصه‌ای در ۹ فصل برای پیانو. پیانو فریماه قوام‌صدری. تهران: مؤسسه فرهنگی‌هنری ماهور.
- مشایخی، علیرضا. از شرق تا غرب (کاست). پیانو فریماه قوام‌صدری. تهران: کارگاه موسیقی.
- مشایخی، علیرضا. نگاهی به گذشته (کاست). پیانو فریماه قوام‌صدری، ویولن علی رئیس‌فرشید. تهران: کارگاه موسیقی.
- مشایخی، علیرضا. ساترن. ارکستر موسیقی نو، ساکسوفون بورکهارت فریدریش، فلوت آذین موحد، پیانو فریماه قوام‌صدری، به‌رهبری علیرضا مشایخی. تهران: اداره‌ی کل امور فرهنگی و اجتماعی دانشگاه تهران.
- Mashayekhi, Alireza. 1970. Shoor op. 15. in: Electronic Panorama: prospective 21 siecle (LP). Paris, Tokyo, Utrecht, Warszawa: Philips
- Mashayekhi, Alireza. 1980. (LP). Symphony No. 3 “An Old-Fashioned Symphony for Computer” op. 76, Mahoor III for Computer Generated Sounds and Player(s) op. 72, no. 1, Computer Aesthetic op. 74. in: Computer Music. USA: Retro Records
- Mashayekhi, Alireza. 1980. (LP). East-West II op. 80, Yaad op. 66, Chahargah I for Violin and Computer Generated Sounds “Saba” op. 75, Iranian Aesthetic op. 77 no. 2. in: Computer Music. USA: Retro Records
- Mashayekhi, Alireza. 1999. Symphonische Musik persischer Komponisten. Philharmonic Orchestra Plovdiv, Tonkünstlerorchester Vorarlberg, Streichorchester der Nordböhmischen Philharmonie, oboe Heidrun Pflüger, conducted by Manuchehr Sahbai. Austria: Aryens EMS
- Mashayekhi, Alireza. 2001. Interlude for piano, string orchestra and percussion op. 101. Camerata Transsylvanica Budapest, piano Pari Barkeshli, conducted by Manuchehr Sahbai. Austria: Aryens EMS
- Mashayekhi, Alireza. 2001. Delta for oboe, string orchestra and percussion, op. 95. Tonkünstler Orchester Vorarlberg, oboe Heidrun Pflüger, conducted by Manuchehr Sahbai. Austria: Aryens EMS
- Mashayekhi, Alireza. 2006. Symphony no. 6 for oboe and orchestra, op. 125, and Development V, Nima, op. 39. Philharmonic Orchestra Plovdiv, oboe Heidrun Pflüger, conducted by Manuchehr Sahbai. in: Orchestra works by Persian Composers. Austria: Aryens EMS
- Mashayekhi, Alireza. 2006. Retrospective III for string orchestra, op. 114, and Contradiction II for string orchestra, op. 60. Tonkünstlerorchester Vorarlberg, Severoceske Filharmonie Teplice, conducted by Manuchehr Sahbai. in: Orchestral works by Persian composers. Austria: Aryens EMS
- Mashayekhi, Alireza and Ata Ebtekar. 2006. Persian Electronic Music: Yesterday and Today 1966-2006. Belgium: SUB ROSA
- Mashayekhi, Alireza. 2007. Shoor op. 15. in: an anthology of noise and electronic music/ fifth a-chronology 1920-2007. Belgium: SUB ROSA
- Mashayekhi, Alireza.  2007. Meta-X No. 3 for violin / viola, saxophone, piano & percussion, op. 161. Ensemble Integral. in: Traces of Asia. Eu: Deutschland funk
- Mashayekhi, Alireza. 2021. Permutation for flute, op. 20, and À la recherche du temps perdu for flute, op. 111, no. 3. flute Kelariz Keshavarz. in: Iranian New Waves, vol. I. USA: Petrichor Records
- Mashayekhi, Alireza. 2022. Abstractum. flute Kelariz Keshavarz, piano Olga Kleiankina. USA: Petrichor Records
- Mashayekhi, Alireza. 2022. Variant I for viola, op. 139, no. 3, and Sonata for viola & piano, op. 220. viola Kimia Hesabi. piano Ying-Shan Su. in: Nemano Gaona. USA: New Socus Recordings

## پارتیتورهای منتشرشده
- مشایخی، علیرضا. ۱۳۵۲. سونات شماره ۲ برای ویولنسل، اپوس ۶، شماره‌ی ۲. تهران: دانشکده هنرهای زیبا، دانشگاه تهران.
- مشایخی، علیرضا. ۱۳۷۵. موسیقی برای پیانو: داستان‌های کوتاه، نامه‌ها، در جست‌وجوی زمان از دست رفته. تهران: مؤسسه انتشارات و چاپ دانشگاه تهران.
- مشایخی، علیرضا. ۱۳۸۱. موسیقی برای پیانو. تهران: مؤسسه انتشارات و چاپ دانشگاه تهران.
- مشایخی، علیرضا. ۱۳۸۸.  لحظه‌ها برای پیانو، اپوس ۱۱۹. تهران: هم‌آواز.
- مشایخی، علیرضا. ۱۳۹۰. تمرین‌های پیانو برای دست چپ، اپوس ۱۱۷، شماره‌های ۳ و ۴. تهران: هم‌آواز.
- مشایخی، علیرضا. ۱۳۹۶. باغ‌های ایران برای پیانو، ۲ جلد. تهران: مؤسسه فرهنگی‌هنری ماهور.
- مشایخی، علیرضا. ۱۳۹۶. شهرزاد: قصه‌ای در نه فصل برای پیانو، اپوس ۱۱۵. تهران: نشر مؤسسه فرهنگی‌هنری ماهور.
- مشایخی، علیرضا. ۱۴۰۲. مقدمه برای فلوت: رویکردی بر اجرای موسیقی قرن بیست و بیست‌ویکم. تهران: مؤسسه فرهنگی‌هنری ماهور.
- Mashayekhi, Alireza. 1964. Nine Expressions for clarinet and bass clarinet, op. 1. Vienna: Universal Edition
- Mashayekhi, Alireza. 2008. Etude Nos. 1-2, pour contrebasse, op. 28, no. 4. in: Collection Musique/Pédagogie dirigeé par Jean-Michel BARDEZ. Paris: Delatour
- Mashayekhi, Alireza. 2012. Points pour contrebasse et piano, op. 173. Paris: Delatour
- Mashayekhi, Alireza. 2014. Avec Debussy pour piano, op. 199. Paris: Delatour
- Mashayekhi, Alireza. 2014. Avec Chopin pour piano, op. 130. Paris: Delatour
- Mashayekhi, Alireza. 2014. Moments pour piano, op. 119. Paris: Delatour
- Mashayekhi, Alireza. 2014. Une solitude heureuse: A Happy Loneliness pour piano, op. 162, recomposing Franz Schubert’s Impromptu No. 4, op. 90. Paris: Delatour
- Mashayekhi, Alireza. 2015. Points, 3 trios avec contrebasse, op. 173. Paris: Delatour
- Mashayekhi, Alireza. 2016. Symphony no. 9: My World, conducteur, op. 201. Paris: Delatour
- Mashayekhi, Alireza. 2019. Jardins persans pour piano, 2 vols. Paris: Delatour
- Mashayekhi, Alireza. 2019. Darya: A Persian Suite pour quatuor à cordes, op. 137, no. 2. Paris: Delatour
- Mashayekhi, Alireza. 2021. Shéhérazade pour piano, op. 115. Paris: Delatour
- Mashayekhi, Alireza. 2021. Sonata No. 2 for violoncello, op. 6, no. 2. in: A Century of Cello Music from Persian 1921-2021. Amsterdam: Persian Dutch Network
- Mashayekhi, Alireza. 2024. Sonatas for piano. Vienna: Universal Edition
- Mashayekhi, Alireza. 2024. Carré Blanc for viola, violoncello and piano, op. 228, no. 1. Vienna: Universal Edition
- Mashayekhi, Alireza. 2024. Sonata No. 5 for violin and piano, op. 267. Vienna: Universal Edition
- Mashayekhi, Alireza. 2024. Sonata No. 1 for piano, op. 123. Vienna: Universal Edition
- Mashayekhi, Alireza. 2024. Sonata No. 2 for piano, op. 159. Vienna: Universal Edition
- Mashayekhi, Alireza. 2024. Sonata No. 3 for piano, op. 160, version 2022. Vienna: Universal Edition
- Mashayekhi, Alireza. 2024. Sonata No. 4 for piano, op. 175. Vienna: Universal Edition
- Mashayekhi, Alireza. 2024. Sonata No. 5 for piano, op. 209. Vienna: Universal Edition
- Mashayekhi, Alireza. 2024. Sonata No. 6 for piano, op. 237. Vienna: Universal Edition
- Mashayekhi, Alireza. 2024. Sonata No. 7 for piano, op. 248. Vienna: Universal Edition
- Mashayekhi, Alireza. 2024. Sonata No. 8 for piano, op. 260. Vienna: Universal Edition
- Mashayekhi, Alireza. 2024. Sonata No. 9 for piano, op. 269. Vienna: Universal Edition
- Mashayekhi, Alireza. 2024. Sonata No. 1 for violin and piano, op. 36. Vienna: Universal Edition
- Mashayekhi, Alireza. 2024. Two Right Hand Etudes for piano, op. 117. Vienna: Universal Edition
- Mashayekhi, Alireza. 2024. Darya: A Persian Suite for string orchestra, op. 137, no. 1. Vienna: Universal Edition
- Mashayekhi, Alireza. 2024. Sonata No. 2 for violin and piano, op. 208. Vienna: Universal Edition

## کتاب‌ها
- خمسه‌پور، اشکان. ۱۳۹۷. درباره آهنگسازی: گفتگو با علیرضا مشایخی. تهران: سرود.
- صدقی، سینا. ۱۳۹۵. پنجره‌ای با شیشه‌های کوچک رنگی: مقدمه‌ای بر چندفرهنگ‌گرایی در آثار علیرضا مشایخی. تهران: مؤسسه فرهنگی‌هنری ماهور.
- صدقی، سینا. ۱۳۹۶. موسیقی نو در ایران: به‌مناسبت بیست‌وپنجمین سال تأسیس گروه موسیقی تهران. تهران: مؤسسه فرهنگی‌هنری ماهور.
- عابدینی‌منش، شایاندخت. ۱۳۸۹. نت‌نگاری در مجموعه آثار علیرضا مشایخی. تهران: چشمه.
- عسگری، مجید. ۱۳۸۸. تداوم تفکر: گزیده‌ی گفت‌و‌گوها و اندیشه‌های علیرضا مشایخی. تهران: چشمه.
- گل‌صباحی، گلناز. ۱۳۸۲. به طرف شرق: سبک شناسی، مجموعه آثار و عقاید علیرضا مشایخی. تهران: تلخون.
- مشایخی، علیرضا. ۱۳۷۹. نت‌خوانی، تربیت گوش و ریتم‌خوانی. تهران: چنگ.
- مشایخی، علیرضا. ۱۳۸۲. کنترپوان مدال: نگاهی به برداشت یپسن و فوکس از شیوه پالسترینا. تهران: مؤسسه انتشارات و چاپ دانشگاه تهران.
- مشایخی، علیرضا. ۱۳۸۳. همه‌ی آن سال‌های بی‌خاطره. تهران: آرویج.
- مشایخی، علیرضا. ۱۳۸۵. کنترپوان تنال: آهنگسازی به شیوه‌ی باخ. تهران: چشمه.
- مشایخی، علیرضا. ۱۳۸۶. هارمونی: آهنگسازی به شیوه‌ی کلاسیک. تهران: چشمه.
- مشایخی، علیرضا. ۱۳۸۷. همه‌ی آن سال‌های بی‌خاطره. تهران: دقائق.
- مشایخی، علیرضا. ۱۳۸۷. خوانش و شمارش موسیقایی: درک شنوایی، نت‌خوانی و ریتم‌خوانی. تهران: شولا.
- مشایخی، علیرضا. ۱۳۸۹. فردا بدون من. تهران: مکتب تهران.
- مشایخی، علیرضا. ۱۳۹۰. فرهنگ آهنگسازی، ۲ جلد. تهران: سوره مهر.
- مشایخی، علیرضا. ۱۳۹۰. فرم در موسیقی بین‌المللی. تهران: سوره مهر.
- مشایخی، علیرضا. ۱۳۹۳. هارمونی: آهنگسازی به شیوه‌ی کلاسیک. تهران: مؤسسه فرهنگی‌هنری ماهور.
- مشایخی، علیرضا. ۱۳۹۳. کنترپوان تنال: آهنگسازی به شیوه‌ی باخ. تهران: مؤسسه فرهنگی‌هنری ماهور.
- مشایخی، علیرضا. ۱۳۹۷. کنترپوان مدال: آهنگسازی به شیوه‌ی پالسترینا. تهران: مؤسسه فرهنگی‌هنری ماهور.
- مشایخی، علیرضا. ۱۳۹۸. همه‌ی آن سال‌های بی‌خاطره. تهران: مکتب تهران.
- مشایخی، علیرضا. ۱۳۹۸. خوانش و شمارش موسیقایی: درک شنوایی، نت‌خوانی و ریتم‌خوانی. تهران: هم‌آواز.